# 竺梅先
竺梅先（1889年—1942年），浙江奉化人，与金润庠同为中国近代烟草工业的先驱。早年参加过孙中山领导的中国同盟会，后弃政从商，积极倡导“实业救国“，先后创立或参与创立大来银行、嘉兴民丰造纸厂、杭州华丰造纸厂、宁绍轮船公司等企业，出任经理、总经理等职务。
1911年，上海发生金融风潮。金、竺二人同参加了五洲交易所的财产清理案件，并结为挚友。1927年，金、竺二人见造纸业利润丰厚，便筹资28万元盘进嘉兴禾丰造纸厂，易名为“民丰造纸股份有限公司”。1931年，以29.05万元购进了杭州武林造纸厂，易名为“华丰造纸股份有限公司”。二人于上海成立民丰、华丰总公司，设董事会，竺梅先任总经理，金润庠任协理。
20世纪初，中国民族造纸工业力量相当薄弱，外资公司实力雄厚，占据大量市场份额，每年赚取巨额利润。为改变这此种恶劣状况，对抗外资，金、竺等人积极联合华资造纸厂家，组建了“国产纸板联合营业所”，提升了民族造纸业的整体实力。
20世纪初，中国卷烟强烈依赖外国进口。金、竺二人开始试制国产卷烟纸，建造生产线。他们并引进国外先进技术，重金聘请外国专家。其生产的产品迅速获得成功，走俏市场。为发展民族工业发挥了作用。
竺梅先非常关心国事，日本侵华，积极主张抗日，慷慨解囊支援抗战，并带头捐飞机一架。为了救治抗战前线伤员，创办伤兵医院。竺梅先并斥资创办了国际灾童教养院，收容难民和孤儿。为了支持抗日，他还将自己持有的民丰、华丰造纸厂股票和宁绍轮船公司股票全部抵押给银行。